# Cherokee (Kansas)
Cherokee es una ciudad ubicada en el condado de Crawford en el estado estadounidense de Kansas. En el año 2010 tenía una población de 714 habitantes y una densidad poblacional de 396,67 personas por km².

## Geografía
Cherokee se encuentra ubicada en las coordenadas 37°20′38″N 94°49′22″O / 37.34389, -94.82278 (37.343962, -94.822830).

## Demografía
Según la Oficina del Censo en 2000 los ingresos medios por hogar en la localidad eran de $29,083 y los ingresos medios por familia eran $36,389. Los hombres tenían unos ingresos medios de $26,739 frente a los $18,810 para las mujeres. La renta per cápita para la localidad era de $14,693. Alrededor del 14.5% de la población estaban por debajo del umbral de pobreza.